# مهدی غبرایی

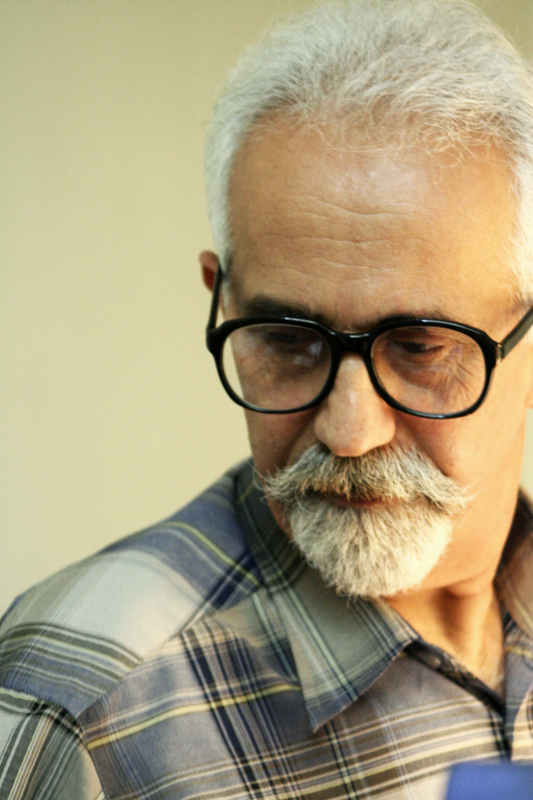
مهدی غبرایی

مهدی غبرایی (۲ مرداد ۱۳۲۴ در لنگرود) مترجم ایرانی است.

## زندگی‌نامه
مهدی غبرایی در سال ۱۳۲۴ در لنگرود به دنیا آمد. او فرزند محمد غبرایی و فاطمه محمد راسخی است. دوران تحصیلات ابتدایی و دبیرستان را در لنگرود گذراند. در سال ۱۳۴۷ از دانشگاه تهران در رشته علوم سیاسی لیسانس گرفت. از سال ۱۳۶۰ به‌طور حرفه‌ای به کار ترجمه ادبی پرداخت. دو برادر او، فرهاد غبرایی و هادی غبرایی نیز مترجم بودند. بزرگ‌ترین برادر او احمد غبرایی و برادران دیگر او حسن، حسین و محسن غبرایی هستند. خواهران او نیز به ترتیب سنی نیره و منیره غبرایی‌اند.
در سال ۱۳۹۵، اعلام شد مهدی غبرایی رمان‌های «خاکستر و خاک» و «هزارخانه خواب و اختناق» از عتیق رحیمی را از زبان انگلیسی به فارسی ترجمه کرده و قرار است از سوی انتشارات ثالث منتشر شوند. این رمان‌ها در اصل به زبان فارسی نوشته شده و پیشتر از سوی انتشارات خاوران در پاریس و انتشارات ورجاوند در ایران منتشر شده بودند. غبرایی دلیل ترجمهٔ خود را «فهمیده نشدن مفاهیم فارسی دری در ایران» اعلام کرد. مدیر انتشارات خاوران با اعتراض به این مسئله اعلام کرد اگر این ترجمه‌ها جمع‌آوری نشود، نسخه اصلی و بدون سانسور این کتاب‌ها را به‌طور مجانی در اینترنت منتشر خواهد کرد.

## ترجمه‌ها
| نام کتاب                                                | نویسنده                    | ناشر                | سال انتشار |
| ------------------------------------------------------- | -------------------------- | ------------------- | ---------- |
| الیور توئیست (ادبیات جهان برای نوجوانان)                | چارلز دیکنز                | مرکز                |            |
| انتخابات الویرا                                         | وی.اس. ناپل                | هاشمی               |            |
| این ناقوس مرگ کیست؟                                     | ارنست همینگوی              | افق                 |            |
| آفتاب‌پرست‌ها                                             | ژوزه ادوآردو آگوآلوسا      | چشمه                |            |
| آوای وحش                                                | جک لندن                    | ناژ                 |            |
| بادبادک باز                                             | خالد حسینی                 | همراه، نیلوفر       |            |
| بلم سنگی                                                | ژوزه ساراماگو              | هاشمی               |            |
| بلندی‌های بادگیر (ادبیات جهان برای نوجوانان)             | امیلی برونته               | مرکز                |            |
| بن در جهان                                              | دوریس لسینگ                | ثالث                |            |
| پرستوهای کابل                                           | یاسمینا خضرا               | آمیتیس، نقش و نگار  |            |
| پرنده خارزار                                            | کالین مک کلاف              | نیلوفر              |            |
| پس از تاریکی                                            | هاروکی موراکامی            | کتابسرای نیک        |            |
| پسر قاتل من                                             | ده نویسنده                 | نقش و نگار          |            |
| پیتر پن                                                 | جیمز بری                   | مرکز                |            |
| تانگوی تک‌نفره (زندگینامه انتونی کوئین)                  | دانیل پسنر                 | مرکز                |            |
| تراژدی ایرلندی (دو فیلم‌نامه از مجموعه عدالت کور ۲)      | پیتر فلانری                | ماکان               |            |
| ترانه‌های شبانه                                          | کازوئو ایشی‌گورو            | اژدهای طلایی        |            |
| تربیت اروپایی                                           | رومن گاری                  | نیلوفر              |            |
| تعقیب گوسفند وحشی                                       | هاروکی موراکامی            | نیکو                |            |
| جنایت و مکافات (دو فیلم‌نامه از مجموعه عدالت کور)        | پیتر فلانری                | ماکان               |            |
| چارلستن                                                 | الکساندرا ریپلی            | چکاوک               |            |
| چاقوی شکاری                                             | هاروکی موراکامی            | نیکو                |            |
| چوب نروژی                                               | هاروکی موراکامی            | نیکا                |            |
| خانه‌ای برای آقای بیسواس                                 | وی. اس. نایپل              | فروزان روز، نیلوفر  |            |
| خیابان میگل                                             | وی. اس. نایپل              | شادگان، نیماژ       |            |
| خیره به خورشید                                          | اروین یالوم                | نیکو                |            |
| داشتن و نداشتن                                          | ارنست همینگوی              | اژدهای طلایی        |            |
| در جستجوی پدرم                                          | استیون بوگارت - گری پرووست | شالوده              |            |
| در کشور مردان                                           | هشام مطر                   | نیکو                |            |
| درسو اوزالا                                             | ولادیمیر آرسنی‌یف           | نیلوفر              |            |
| دفترهای مالده لائوریس بریگه                             | راینر ماریا ریلکه          | دشتستان، نیلوفر     |            |
| دل سگ                                                   | میخائیل بولگاکف            | اقبال، کتابسرای نیک |            |
| دو صندوقچه طلا                                          | چارلز دیکنز                | مرکز                |            |
| رانده و مانده                                           | آنیتا دسای                 | آهنگ دیگر           |            |
| راهنما                                                  | ر.ک. نارایان               | ناهید               |            |
| ریتم‌ها                                                  | لنگستون هیوز               | تصنیف               |            |
| زن در ریگ روان                                          | کوبه آبه                   | نیلوفر              |            |
| زیستن                                                   | یو هوآ                     | ثالث                |            |
| ساعت‌ها                                                  | مایکل کانینگهام            | کاروان، نیماژ       |            |
| سرزمین عجایب بیرحم و ته دنیا                            | هاروکی موراکامی            | نیکو                |            |
| سفر در اتاق نسخه‌برداری                                  | پل استر                    | ثالث                |            |
| سوکورو تازاکی بی‌رنگ و سال‌های سرگشتگی                    | هاروکی موراکامی            | نیکا                |            |
| سیاهاب                                                  | جویس کارول اوتس            | افق                 |            |
| شوهر دلخواه (چهار جلدی)                                 | ویکرام ست                  | چکاوک               |            |
| شهردار کاستربریج                                        | تامس هاردی                 | مرکز                |            |
| عشق و دیگر هیچ                                          | الکساندرا کلانتای          | اژدهای طلایی        |            |
| عشق و مرگ در کشوری گرمسیر                               | شیوا نایپل                 | نیکا                |            |
| فرزند پنجم                                              | دوریس لسینگ                | ثالث                |            |
| فصل مهاجرت به شمال                                      | طیب صالح                   | پوینده              |            |
| کارشناس                                                 | ر.ک. نارایان               | بابل، کتابسرای نیک  |            |
| کافکا در کرانه                                          | هاروکی موراکامی            | نیلوفر              |            |
| کتابخانهٔ عجیب                                           | هاروکی موراکامی            | نیکا                |            |
| کودکی نیکیتا                                            | الکسی تولستوی              | نیلوفر              |            |
| کوری                                                    | ژوزه ساراماگو              | مرکز                |            |
| گربه سیاه (ادبیات جهان برای نوجوانان)                   | ادگار آلن پو               | مرکز                |            |
| گربه‌های آدمخوار                                         | هاروکی موراکامی            | نیکو                |            |
| گردش (چهار نمایشنامه رادیویی)                           | ویلی راسل                  | سروش                |            |
| گرما و غبار                                             | روت پرویور جابوالا         | افق                 |            |
| گزیده‌ای از قصه‌های ازوپ                                  | ازوپ                       | نیکا                |            |
| لعنت به داستایوفسکی                                     | عتیق رحیمی                 | ثالث                |            |
| لیدی ال                                                 | رومن گاری                  | کتابسرای نیک، ناهید |            |
| مارک توین                                               | لویس لیری                  | نسل قلم             |            |
| مزدور                                                   | هوارد فاست                 | الفبا، نیلوفر       |            |
| مشت مالچی عارف                                          | وی.اس. نایپل               | ققنوس               |            |
| موج آفرینی (نقد و نظر)                                  | ماریو بارگاس یوسا          | مرکز                |            |
| موج‌ها                                                   | ویرجینیا وولف              | افق                 |            |
| میدان مسابقه مال من است                                 | پاتریشیا رایتسن            | گل‌آذین              |            |
| میعاد در سپیده دم                                       | رومن گاری                  | کتابسرای تندیس      |            |
| میلیونر زاغه‌نشین                                        | ویسکاس سواروپ              | کتابسرای نیک        |            |
| گزارش گروه تحقیق عراق (ترجمۀ مشترک با میرحسین رئیس‌زاده) | جیمز بیکر و لی همیلتون     | هیرمند              | ۱۳۸۵       |
| ندای کوهستان                                            | خالد حسینی                 | ثالث                |            |
| واقعیت نویسنده (تحلیل آثار)                             | ماریو بارگاس یوسا          | مرکز                |            |
| ویلیام فاکنر                                            | ویلیام اوکانر              | نسل قلم             |            |
| هامفری بوگارت (زندگینامه)                               | استیون بوگارت              | مرکز                |            |
| هرگز ترکم مکن                                           | کازوئو ایشی‌گورو            | افق                 |            |
| هزار خورشید تابان                                       | خالد حسینی                 | ثالث                |            |
| هزارتوی خواب و هراس                                     | عتیق رحیمی                 | ثالث                |            |
| همه چیز دربارهٔ نویسندگی خلاق                            | کرول وایتلی - چارلی شولمن  | سوره مهر            |            |